# غاري ويلسون (لاعب سنوكر)
غاري ويلسون (بالإنجليزية: Gary Wilson)‏ هو لاعب سنوكر بريطاني، ولد في 11 أغسطس 1985 في Wallsend ‏ في المملكة المتحدة.

## روابط خارجية
- غاري ويلسون على موقع CueTracker.net (الإنجليزية)
- غاري ويلسون على موقع بطولة العالم للسنوكر (الإنجليزية)